# Riki Takagi
Riki Takagi (髙木 理己 Takagi Riki?, nacido el 13 de julio de 1978 en Chiba) es un exfutbolista japonés.

## Clubes

### Como entrenador
| Club            | País  | Año    |
| --------------- | ----- | ------ |
| Gainare Tottori | Japón | 2019 - |